# Château de la Buzine
Le château de La Buzine est un édifice du XIXe siècle situé dans le 11e arrondissement de Marseille. 
Il doit sa célébrité à Marcel Pagnol, qui l'évoqua dans ses Souvenirs d'enfance et en fut le propriétaire.
À partir de 2010, il accueille la « Maison des cinématographies de la Méditerranée », gérée par la cinémathèque de Marseille puis par l'association du château de La Buzine dans le cadre d'une délégation de service public avec la ville de Marseille, propriétaire des lieux.

## Historique
Aux XIVe et XVe siècles, cet immense domaine s'étend de Saint-Menet aux Camoins, et est détenu par la famille Diodé.
En 1457, le laboureur Guillaume Cabofigue rachète une grande partie de la propriété, et en cède la partie Sud à Guillaume Reynard qui prendra le nom de La Reynarde en hommage à ce dernier.
C'est 1667 qu'Henry de Buzens, écuyer de la ville de Marseille, le dénomma « La Buzine ». 
Au XVIIIe siècle, c'était encore une bastide typique appartenant à la famille de Flotte qui se voit confisquer son domaine après avoir émigré au moment de la Révolution. Durant le Premier Empire, une descendante de la famille s'acharnera à reconstituer l'intégralité de la propriété en acquérant les lots de ses aïeux. 
En 1865, Pierre-Hilaire Curtil, architecte-entrepreneur marseillais, achète le domaine à la famille de Flotte, rase l'ancienne bastide et sur ses fondations, fait construire le château actuel dans un style éclectique, proche de celui d'Eugène Viollet-le-Duc (« Louis XIII mâtiné de romano-byzantin »). Grâce à l'eau du canal de Marseille, il est alors entouré d'un parc planté d'arbres rares qui comporte de nombreux bassins et fontaines, ainsi que de prés et de champs pour une superficie totale d'environ 40 hectares. 
Dès les travaux achevés en 1869, Curtil revend La Buzine au négociant-armateur Victor Régis (également propriétaire avec son frère Louis des deux autres demeures de Saint-Menet : le château de la Reynarde et le château Régis), qui le transmet ensuite, en 1883, à son fils naturel, l'industriel Joseph-Théodore Mante, beau-frère d'Edmond Rostand. 
Après se succèdent Jean-Charles Camous (1889), la famille Pallez, qui ajoute en 1903 une aile au château (salon de musique en 1901), et y donnera  nombreuses fêtes et concerts durant la Belle Époque, puis de Giry Leboffe en 1919 et le Crédit de France en 1936 seront les propriétaires successifs.
Le 21 juillet 1941, Marcel Pagnol, qui, enfant, traversait ces propriétés pour se rendre avec ses parents à leur villégiature de la Treille (période décrite dans son roman Le Château de ma mère), achète le domaine pour en faire une « Cité du cinéma » avec plateaux de tournage, logements pour les équipes, ateliers, etc.,. 
Mais, l'année suivante, le château est réquisitionné par l'armée allemande, qui y installe « La maison de repos du marin allemand » sous l'Occupation, puis, à la Libération, une patrouille de FTP occupe les lieux. Une partie de l'état-major de l'Armée française les remplace, avant qu'il ne cède la place à une infirmerie militaire, une compagnie de soldats, puis à nouveau l'armée, et enfin le Conseil général de Pologne. Après quelque temps d'inoccupation, des réfugiés espagnols y habitent quelques années. À la suite de leur départ, la demeure est devenue insalubre et inhabitable. 
Marcel Pagnol se résout alors à vendre le domaine et ses quarante hectares en 1973 au promoteur Kaufman & Broad qui, dès 1982, y fait construire 249 villas (le « Parc des Sept Collines »). 
En 1991, une association se crée pour sauver ce qu'il reste du château, abandonné au centre du lotissement, mais encore bordé par un parc de cinq hectares.
Celui-ci est racheté quatre ans plus tard par la ville de Marseille qui, dans la foulée, le fait inscrire à l'inventaire des monuments historiques le 13 janvier 1997,.
En 2001, la ville de Marseille lance un concours international de restauration remporté par Stern International et l'architecte André Stern. Après une restauration qui commence en 2006, le nouveau bâtiment est inauguré en juin 2011,.
La ville de Marseille en fait une Maison des cinématographies de la Méditerranée. Cet établissement comporte :
- une salle de cinéma, réalisée à l'ancienne avec balcon et orchestre, qui peut accueillir 350 personnes ;
- une salle d'expositions, dans l'ancien salon de musique, créé au début du XXe siècle et restauré ;
- un espace bibliothèque-vidéothèque équipé d'écrans tactiles, qui possède des ouvrages spécialisés sur le cinéma, images d'archives, documents, etc..

Nicolas Pagnol, petit-fils de l'écrivain, gère le château pendant six ans ; sous sa direction, la fréquentation quintuple et le site est à l'équilibre financier. En juin 2023, le maire de Marseille Benoît Payan décide de ne pas renouveler son contrat avec Nicolas Pagnol. Les souvenirs qui y étaient exposés sont alors rendus à leurs ayants droit,.

## Quelques vues du château
- Avant rénovation :

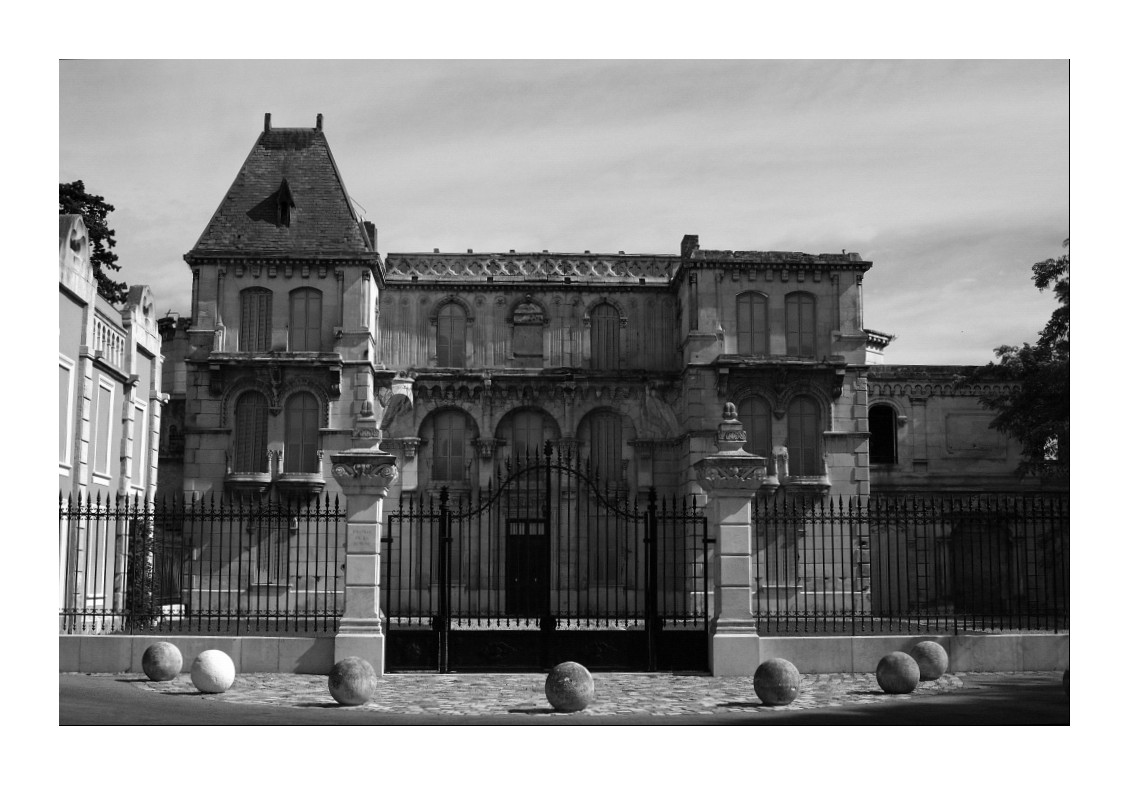
Façade Nord.
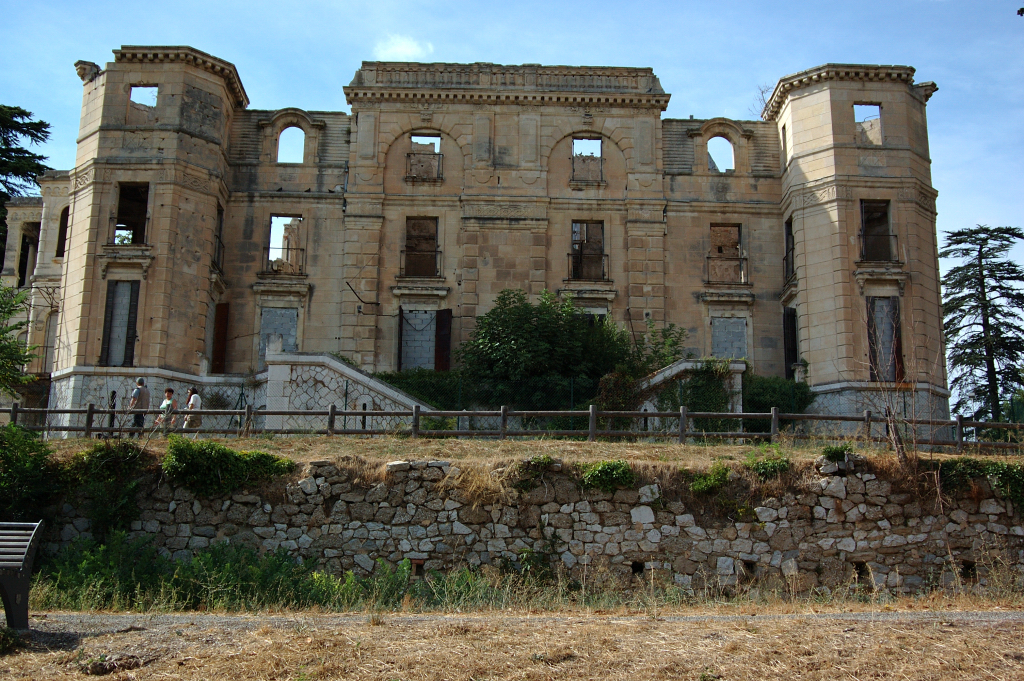
Façade Sud.
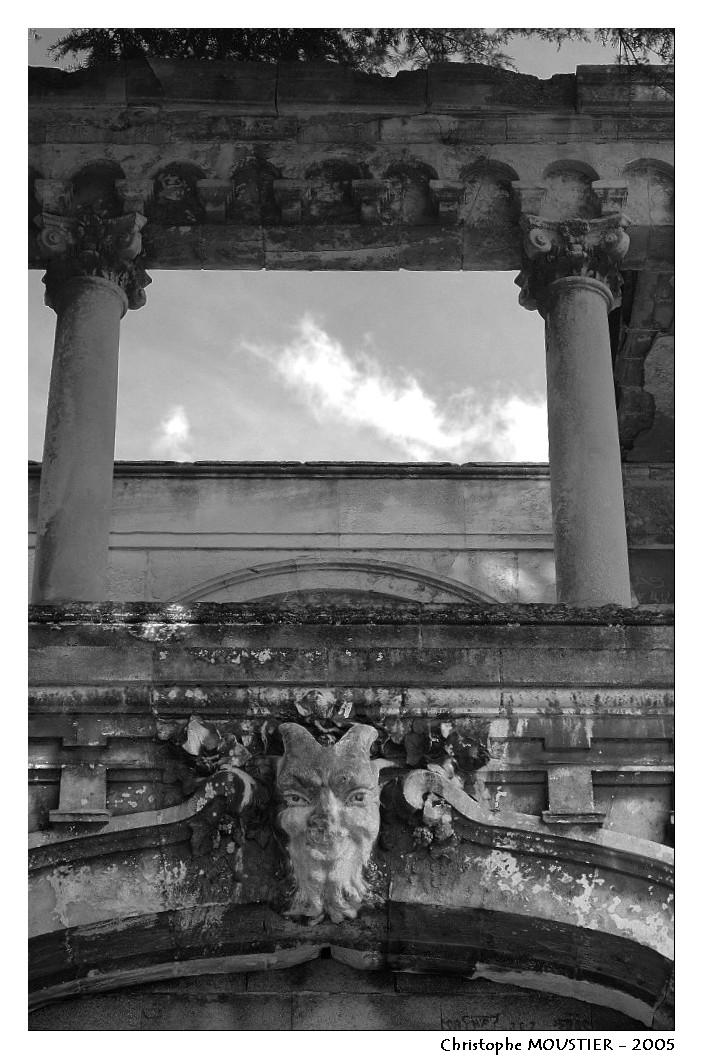
Détail (aile Ouest).
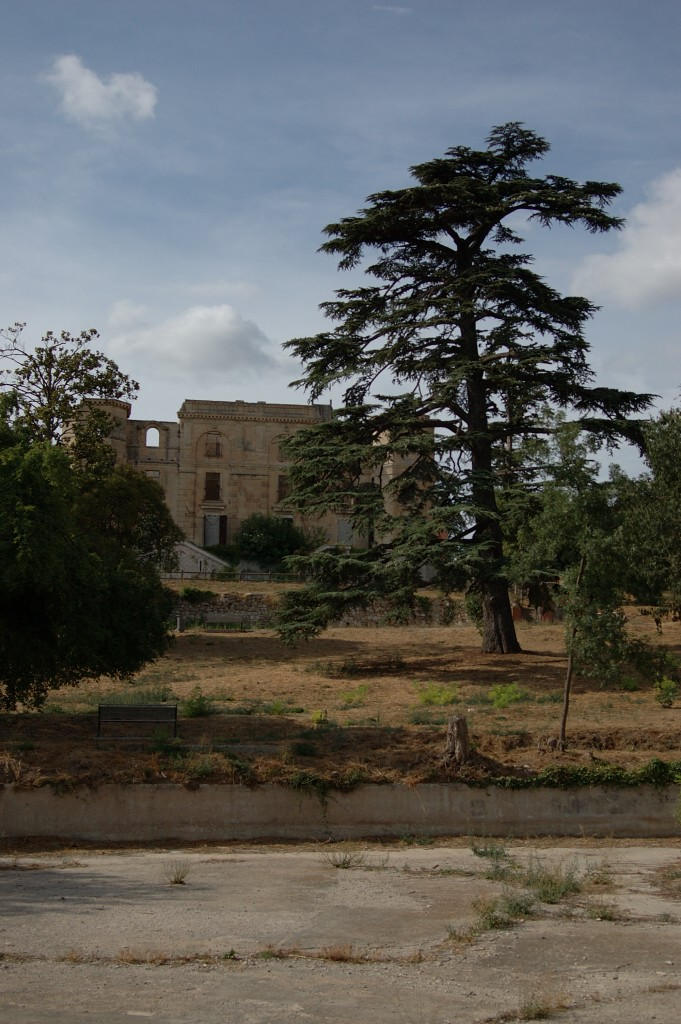
Vue du parc.

- Après rénovation :

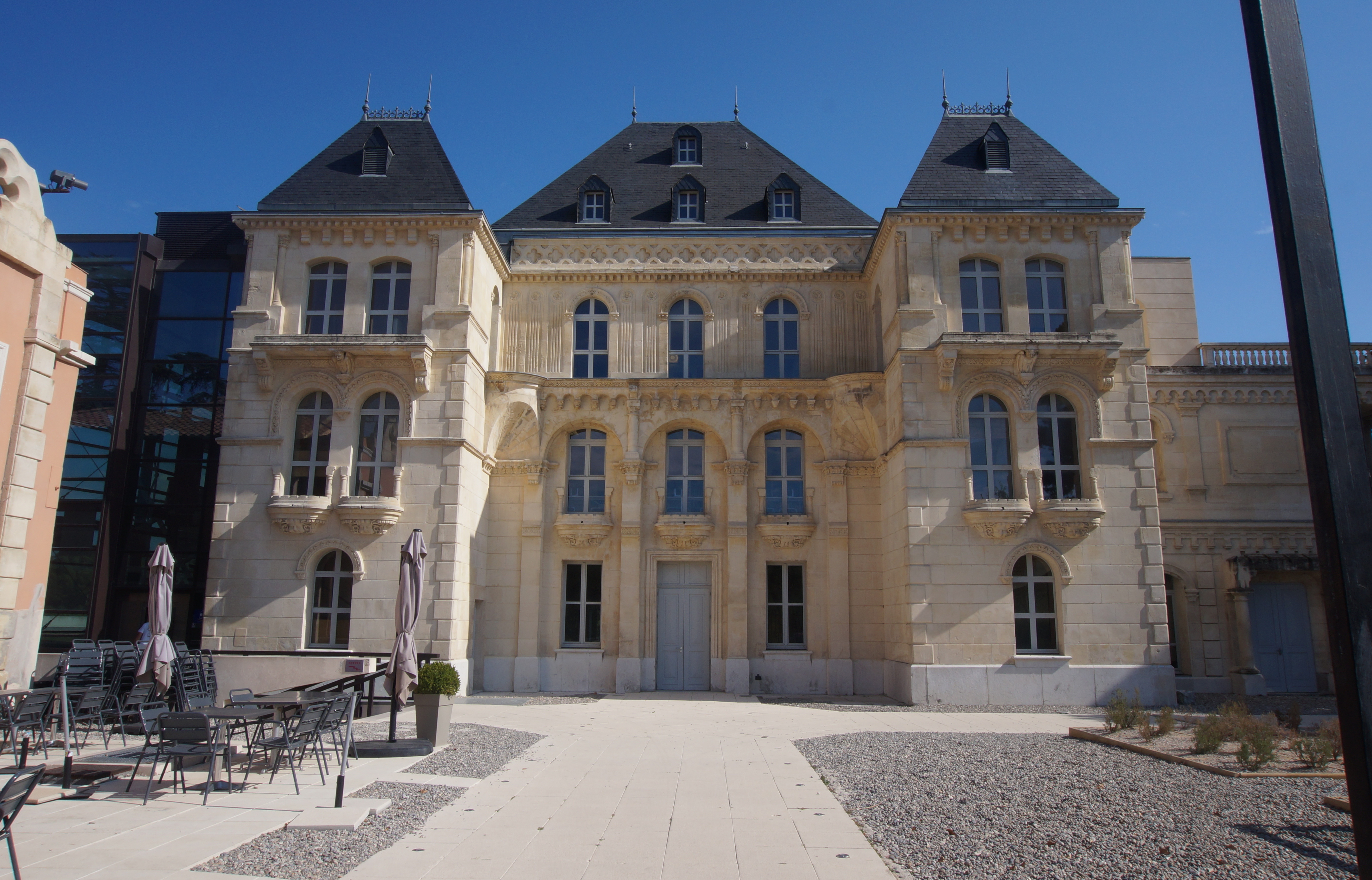
Façade Nord - Espace bibliothèque, façade en verre à gauche.
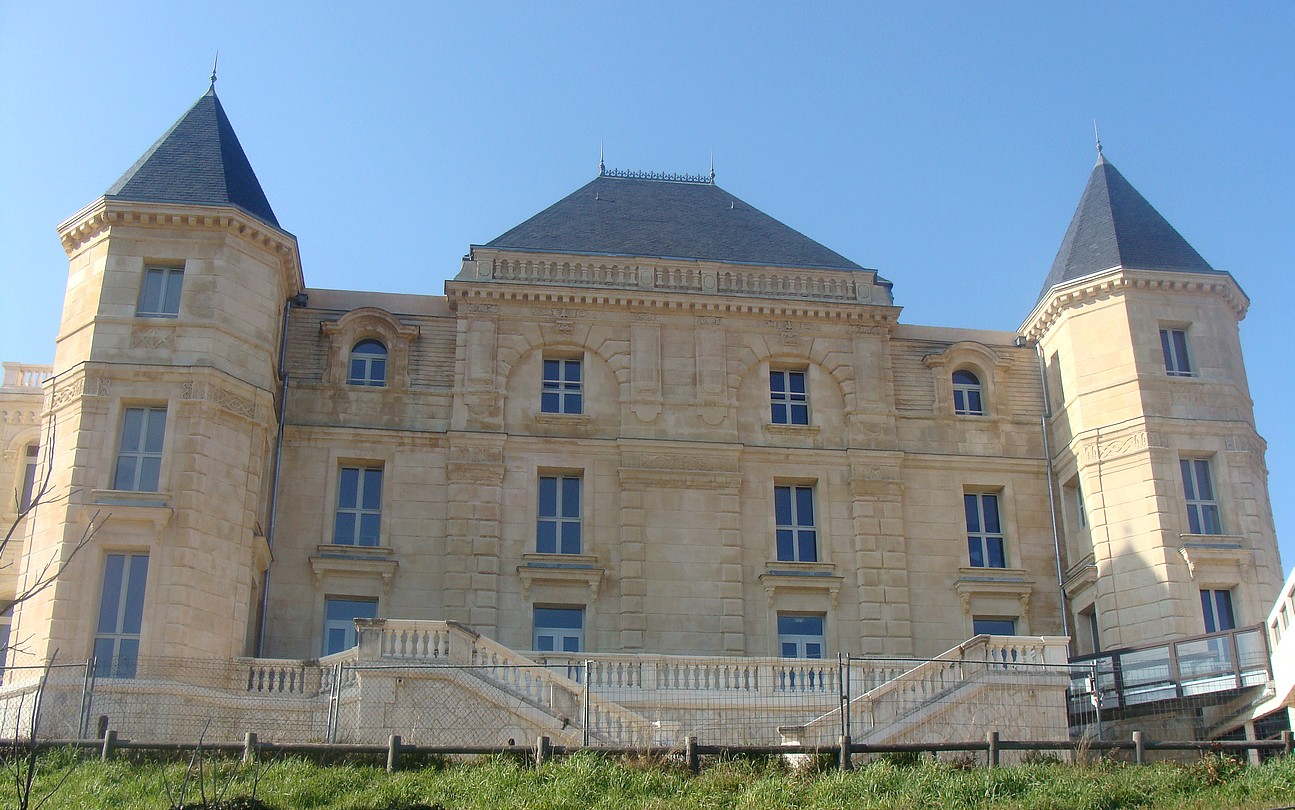
Façade Sud.
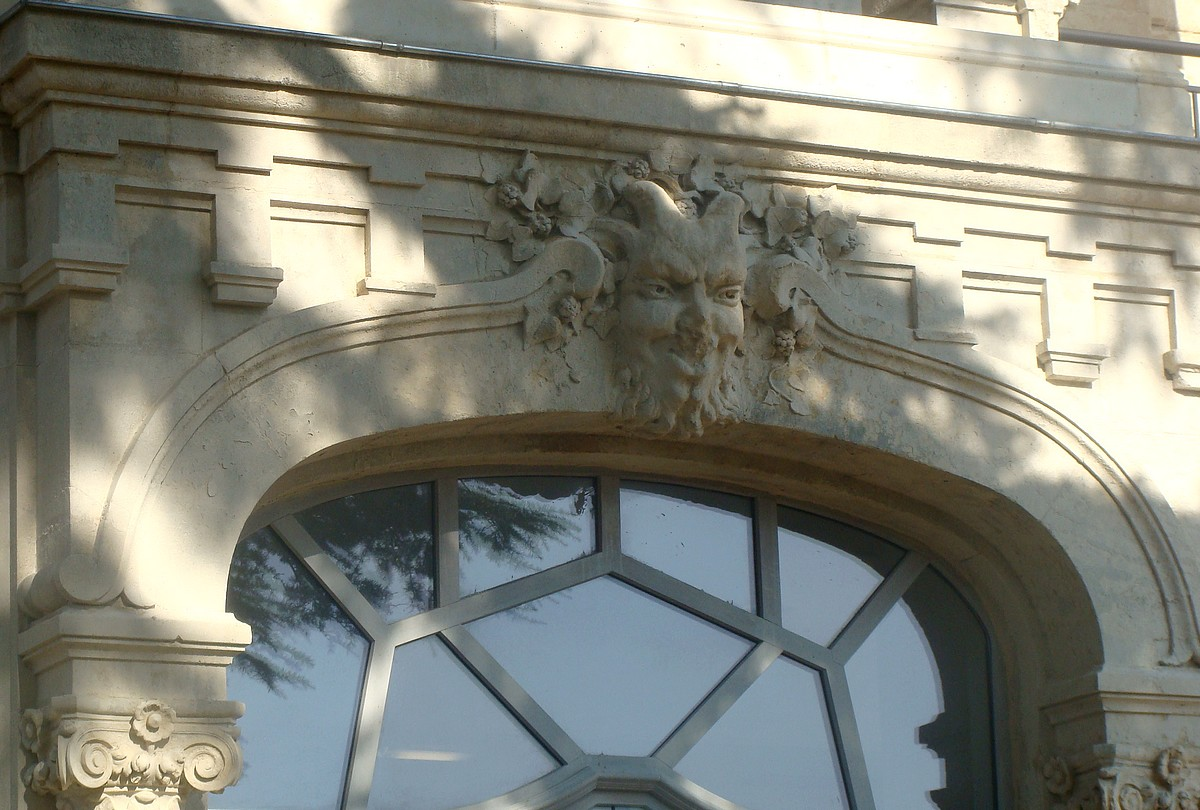
Détail - aile Ouest.
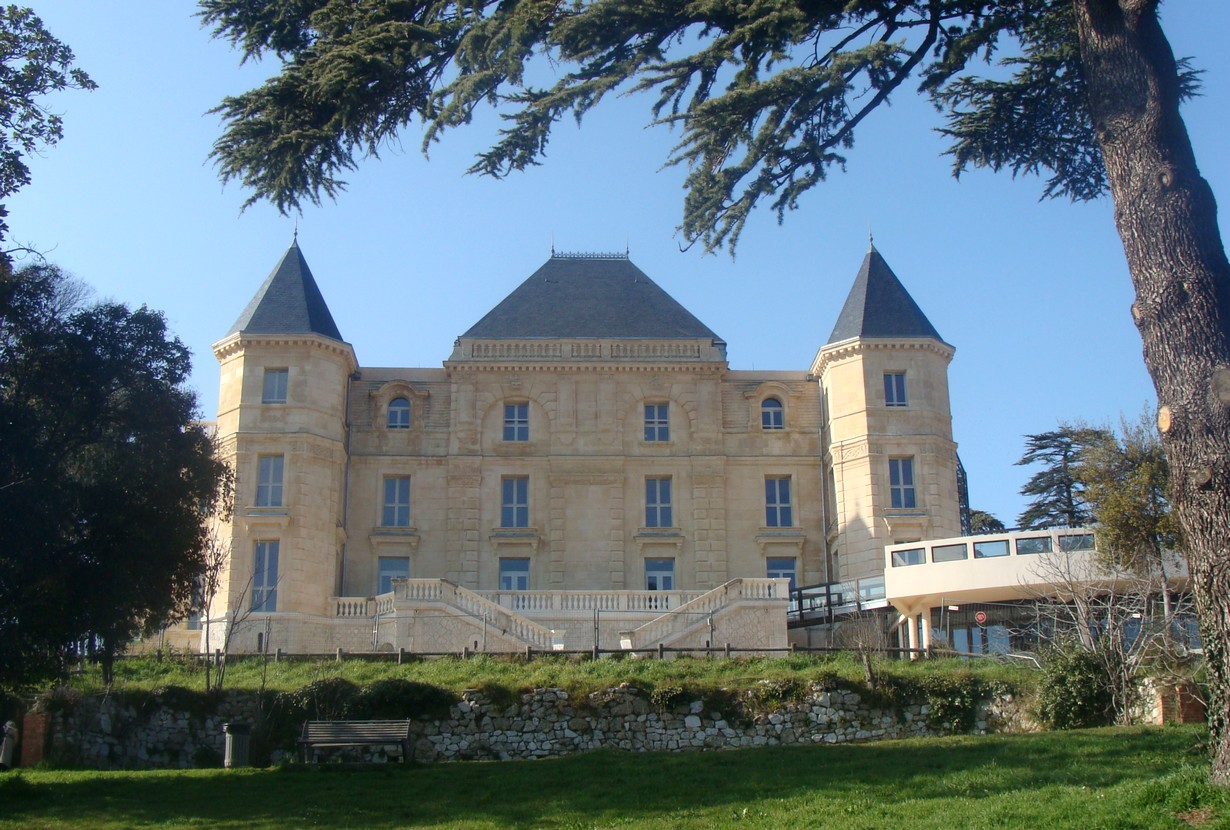
Façade et parc Sud.
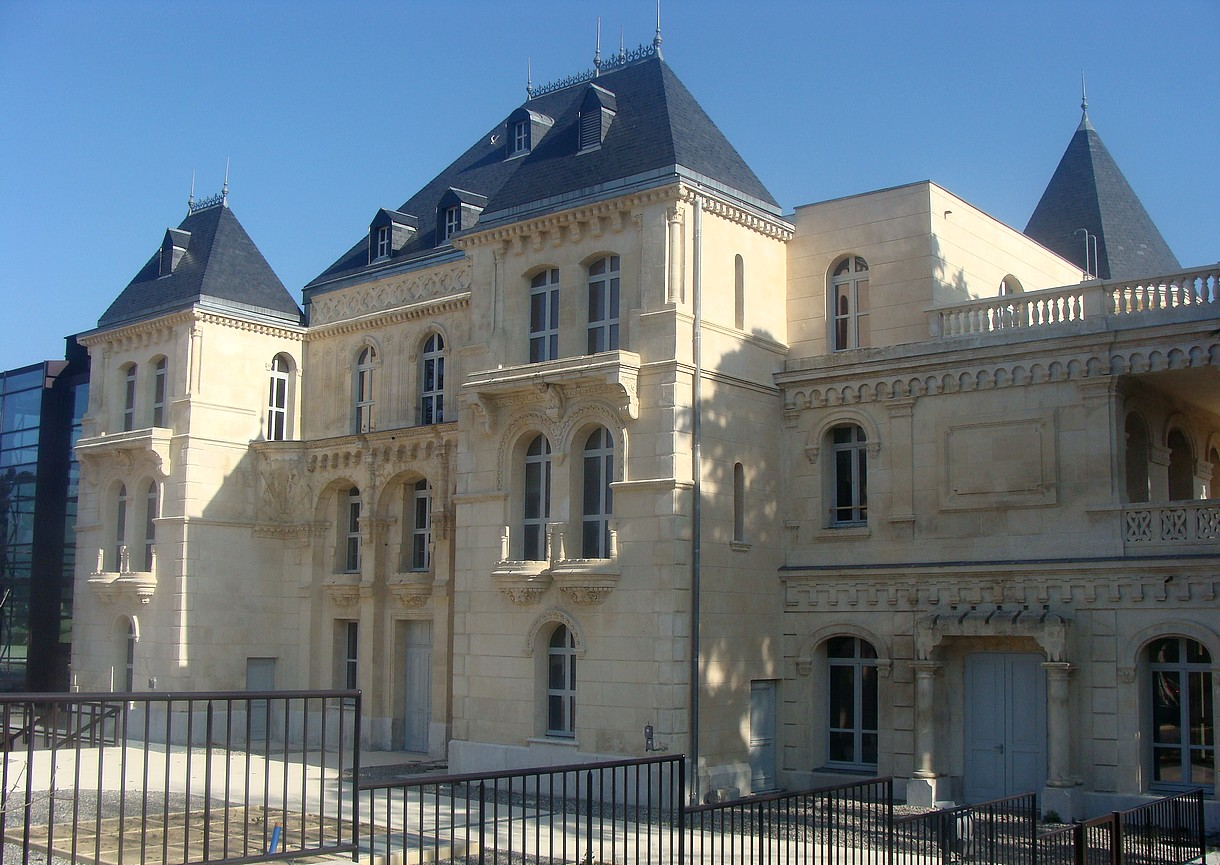
Extention façade Nord - Espace bibliothèque, façade en verre à gauche.

## Le Château de ma mère
Tout à la fin du Château de ma mère, deuxième tome de ses Souvenirs d'enfance, Marcel Pagnol relate la manière dont il devint, un peu par hasard, propriétaire de ce château en 1941, et comment, en en prenant possession, il eut la surprise d'y reconnaître l'une des propriétés qu'il avait tant de fois traversées quand, étant enfant, il se rendait en famille à la Bastide Neuve en suivant clandestinement le canal dont un ancien élève de son père (« Bouzigue ») leur avait donné la clef. C'est auprès de ce château qu'avait eu lieu un incident qui avait particulièrement marqué sa mère lors de l'une de leurs « traversées », et qu'il relate dans un chapitre précédent de ses souvenirs. Ce château était donc, pour Pagnol, « le château de [sa] mère ».
En réalité, le château n'a pas « au moins dix étages », comme Pagnol enfant le voyait, ni non plus « trente balcons de pierre sculptée [sur] chaque façade » que Pagnol propriétaire persiste à lui attribuer. D'autre part le canal de Marseille, que les Pagnol empruntaient après la traversée de l'Huveaune à La Barasse, ne traverse pas le domaine de La Buzine, aujourd'hui « Parc des Sept Collines », ni même ne s'en approche : il oblique vers l'ouest (La Valentine), alors que La Treille est au nord-est. Il ne passe d'ailleurs pas non plus au carrefour des Quatre-Saisons, sur lequel, selon Pagnol, ouvrait la « porte du Père Humilié ».
Des doutes subsistent donc. Diverses personnes ont tenté de reconstituer l'itinéraire des Pagnol, et il n'est pas avéré que les Pagnol aient effectivement traversé cette propriété.

### Filmographie
- Le Château de ma mère, film d'Yves Robert Le château de la Buzine étant en ruines à l'époque du tournage, le film fut tourné au château d'Astros à Vidauban (Var).